# Kup Maršala Tita 1990-1991
La Kup Maršala Tita 1990-1991 fu la 43ª (ed ultima) edizione con questo nome. Fu inoltre l'ultima con squadre croate e slovene, dato che i due paesi si staccarono dalla Jugoslavia nel 1991.
Il detentore era la Stella Rossa. Il trofeo fu vinto dal Hajduk Spalato, che sconfisse in finale proprio la Stella Rossa, impedendole così il "triplete" (i biancorossi avevano già vinto campionato e Coppa Campioni).
Dopo la secessione della Croazia dalla Jugoslavia, Igor Štimac dell'Hajduk disse: "Questo trofeo rimarrà per sempre con noi, perché penso che questa coppa non verrà più disputata." Infatti il trofeo (17 kg di argento, fino al 2008 non si sapeva dove era stato nascosto) non è mai stato restituito alla Federazione calcistica della Jugoslavia.

## Qualificazioni
```
Queste le partite di qualificazione del 
Proleter Zrenjanin
[
4
]

Bačka Subotica - Proleter         1-3
Proleter - Radnički Nova Pazova   6-1
```

## Squadre qualificate
Le 18 partecipanti della Prva Liga 1989-1990 sono qualificate di diritto. Le altre 14 squadre (in giallo) sono passate attraverso le qualificazioni.

## Sedicesimi di finale
| Squadra 1            | Risultato             | Squadra 2              |
| -------------------- | --------------------- | ---------------------- |
| 8 agosto 1990        |                       |                        |
| (3) Belišće          | 2 – 4                 | Stella Rossa (1)       |
| (1) Borac Banja Luka | 1 – 0 (dts)           | Vardar (2)             |
| (x) Borac Šamac      | 0 – 7                 | Dinamo Zagabria (1)    |
| (1) Budućnost        | 1 – 0                 | Sloboda Užice (2)      |
| (3) Koper            | 3 – 0                 | Spartak Subotica (1)   |
| (3) Novi Sad         | 0 – 1                 | Sloboda Tuzla (1)      |
| (1) Olimpia Lubiana  | 1 – 1 (dts) (2-4 dtr) | Proleter Zrenjanin (1) |
| (1) Osijek           | 3 – 2                 | Velež Mostar (1)       |
| (1) Partizan         | 2 – 0                 | Sutjeska (2)           |
| (2) Pelister         | 2 – 1                 | Rad Belgrado (1)       |
| (1) Radnički Niš     | 1 – 2 (dts)           | OFK Belgrado (2)       |
| (1) Sarajevo         | 6 – 1                 | Borac Čačak (2)        |
| (3) FK Trepča        | 1 – 7                 | Vojvodina (1)          |
| (x) Vrapče Zagabria  | 0 – 6                 | Hajduk Spalato (1)     |
| (x) Vratnik Sarajevo | 1 – 5                 | Željezničar (1)        |
| (3) Zara             | 0 – 0 (dts) (2-4 dtr) | Rijeka (1)             |

## Ottavi di finale
| Squadra 1              | Totale      | Squadra 2        | Andata     | Ritorno    |
| ---------------------- | ----------- | ---------------- | ---------- | ---------- |
|                        |             |                  | 15.08.1990 | 22.08.1990 |
| (1) Borac Banja Luka   | 2 – 1       | Osijek (1)       | 2 – 0      | 0 – 1      |
| (1) Budućnost          | 2 – 1       | Partizan (1)     | 2 – 0      | 0 – 1      |
| (1) Dinamo Zagabria    | 5 – 1       | Sarajevo (1)     | 1 – 0      | 4 – 1      |
| (1) Hajduk Spalato     | 3 – 3 (gfc) | Pelister (2)     | 1 – 1      | 2 – 2      |
| (2) OFK Belgrado       | 3 – 2       | Željezničar (1)  | 2 – 1      | 1 – 1      |
| (1) Proleter Zrenjanin | 2 – 0       | Koper (3)        | 2 – 0      | 0 – 0      |
| (1) Sloboda Tuzla      | 3 – 4       | Rijeka (1)       | 2 – 0      | 1 – 4      |
| (1) Vojvodina          | 1 – 4       | Stella Rossa (1) | 0 – 2      | 1 – 2      |

## Quarti di finale
| Squadra 1            | Totale | Squadra 2              | Andata     | Ritorno    |
| -------------------- | ------ | ---------------------- | ---------- | ---------- |
|                      |        |                        | 10.10.1990 | 21.10.1990 |
| (1) Borac Banja Luka | 3 – 2  | Dinamo Zagabria (1)    | 3 – 2      | 0 – 0      |
| (1) Budućnost        | 2 – 3  | OFK Belgrado (2)       | 1 – 2      | 1 – 1      |
| (1) Stella Rossa     | 4 – 2  | Proleter Zrenjanin (1) | 4 – 1      | 0 – 1      |
| (1) Rijeka           | 1 – 2  | Hajduk Spalato (1)     | 0 – 1      | 1 – 1      |

## Semifinali
| Squadra 1          | Totale | Squadra 2            | Andata     | Ritorno    |
| ------------------ | ------ | -------------------- | ---------- | ---------- |
|                    |        |                      | 03.04.1991 | 17.04.1991 |
| (1) Stella Rossa   | 6 – 3  | OFK Belgrado (2)     | 3 – 0      | 3 – 3      |
| (1) Hajduk Spalato | 2 – 0  | Borac Banja Luka (1) | 1 – 0      | 1 – 0      |

## Finale
La partita allo Stadio JNA si è giocata in un'atmosfera molto tesa a causa degli eventi nel villaggio di Kijevo non lontano da Spalato e del conflitto a Borovo Selo. Durante la partita, Igor Štimac e Siniša Mihajlović sono stati espulsi (il secondo per fallo da dietro su Grgica Kovač, il primo per aver vendicato il compagno); i calciatori dell'Hajduk hanno indossato nastri neri sulle loro maglie, ufficialmente a causa della morte del padre del giocatore della prima squadra Darko Dražić, e ufficiosamente a causa della morte di poliziotti croati a Borovo Selo.
| Arbitro: | Adem Fazlagić (Čapljina) |

|            |           |  |
| Bokšić 65’ | Marcatori |  |

| Hajduk Spalato | Stella Rossa |

| P               | 1  | Vatroslav Mihačić |     |     |
| D               | 2  | Mili Hadžiabdić   |     |     |
| D               | 3  | Grgica Kovač      |     | 72’ |
| D               | 4  | Igor Štimac       | 70’ |     |
| D               | 5  | Dragi Setinov     |     |     |
| D               | 6  | Slaven Bilić      |     |     |
| A               | 7  | Ardian Kozniku    |     | 78’ |
| C               | 8  | Ante Miše         |     |     |
| C               | 9  | Alen Bokšić       |     |     |
| C               | 10 | Goran Vučević     |     |     |
| C               | 11 | Robert Jarni      |     |     |
| A disposizione: |    |                   |     |     |
| DF              |    | Marijo Osibov     |     | 72’ |
| MF              |    | Joško Jeličić     |     | 78’ |
| Allenatore:     |    |                   |     |     |
| Josip Skoblar   |    |                   |     |     |

| P               | 1  | Stevan Stojanović  |     |     |
| D               | 2  | Duško Radinović    |     | 80’ |
| D               | 3  | Slobodan Marović   |     |     |
| C               | 4  | Vladimir Jugović   |     |     |
| D               | 5  | Miodrag Belodedici |     |     |
| D               | 6  | Ilija Najdoski     |     |     |
| C               | 7  | Robert Prosinečki  |     |     |
| C               | 8  | Siniša Mihajlović  | 70’ |     |
| A               | 9  | Darko Pančev       |     |     |
| A               | 10 | Dejan Savićević    |     |     |
| A               | 11 | Dragiša Binić      |     |     |
| A disposizione: |    |                    |     |     |
| C               |    | Vlada Stošić       |     | 80’ |
| Allenatore:     |    |                    |     |     |
| Ljupko Petrović |    |                    |     |     |